# Mistrzostwa Europy w Lekkoatletyce 1946 – skok w dal kobiet
Skok w dal kobiet był jedną z konkurencji rozgrywanych podczas III Mistrzostw Europy w Oslo. Kwalifikacje i finał zostały rozegrane w piątek, 23 sierpnia 1946 roku. Zwyciężczynią tej konkurencji została Holenderka Gerda Koudijs. W rywalizacji wzięło udział szesnaście zawodniczek z dziesięciu reprezentacji.

## Rekordy
| Rekord świata     | Fanny Blankers-Koen (NED) | 6,25 | Lejda, Holandia    | 19.09.1943 |
| Rekord Europy     | Fanny Blankers-Koen (NED) | 6,25 | Lejda, Holandia    | 19.09.1943 |
| Rekord mistrzostw | Irmgard Praetz (GER)      | 5,88 | Wiedeń, III Rzesza | 17.09.1938 |

## Wyniki

### Kwalifikacje
| Miejsce | Zawodniczka            | Wynik | Uwagi |
| ------- | ---------------------- | ----- | ----- |
| 1       | Gerda Koudijs          | 5,42  | Q     |
| 2       | Walentina Wasiljewa    | 5,40  | Q     |
| 3       | Greta Magnusson        | 5,38  | Q     |
| 4       | Aslaug Solheim         | 5,24  | Q     |
| 5       | Amelia Piccinini       | 5,21  | Q     |
| 6       | Anne Iversen           | 5,20  | Q     |
| 7       | Edith Øieren           | 5,14  | Q     |
| 8       | Ulla-Britt Althin      | 5,13  | Q     |
| 9       | Ilona Fekete           | 5,10  | Q     |
| 10      | Stanisława Walasiewicz | 5,00  |       |
| 11      | Dora Gardner           | 5,00  |       |
| 12      | Joyce Judd             | 4,77  |       |
| 13      | Kathleen Dyer-Tilley   | 4,50  |       |
| 14      | Aasnild Brandvold      | 4,26  |       |
| –       | Lidija Gaile           | ?     | Q     |
| –       | Milly Ludwig           | ?     | Q     |

### Finał
| Miejsce | Zawodniczka         | Wynik |
| ------- | ------------------- | ----- |
| 1       | Gerda Koudijs       | 5,67  |
| 2       | Lidija Gaile        | 5,66  |
| 3       | Walentina Wasiljewa | 5,63  |
| 4       | Amelia Piccinini    | 5,28  |
| 5       | Anne Iversen        | 5,25  |
| 6       | Ulla-Britt Althin   | 5,24  |
| 7       | Greta Magnusson     | 5,21  |
| 8       | Ilona Fekete        | 5,16  |
| 9       | Aslaug Solheim      | 5,06  |
| 10      | Edith Øieren        | 4,92  |
| 11      | Milly Ludwig        | 4,91  |